# حديقة السبيل
حديقة السبيل هي الثانية من حيث المساحة بعد الحديقة العامة في مدينة حلب، حيث تقع حديقة السبيل في جزئها الشمالي الغربي، بجوار حي السبيل كما يمر بجانبها شارع تشرين الذي يصل مركز المدينة بريفها الشمالي الغربي.
احتفل بافتتاحها 1315 هـ-1896 م في عهد رائف باشا. سميت بحديقة السبيل لأنها شيدت في باحة السقاية القديمة المعروفة باسم سبيل الدراويش الذي كان يملأ بماء المطر قديماً، وكان السبيل عندها في أطراف حلب.
كما تضم الحديقة مقهى ومطعماً تقام فيه الحفلات، ويوحد حديقة حيوانات مصغرة وبعض الحيوانات التي كانت تحتوي في يوم من الأيام على النسانيس والطواوييس والأرانب والحمام. ويلاحظ الزائر مبنى المظلة الموسيقية الذي شيد ليرد صدى المتحدث تحت مظلته. وللحديقة ثلاثة أبواب، الأول من جهة شارع تشرين والآخر من جهة حي السبيل أما الثالث فيقع في جهة المقهى في الجهة بين شارع تشرين وحي السبيل.
وقد أعاد الأمير مصطفى الشهابي محافظ حلب آنذاك افتتاح الحديقة في 24 شباط 1947 م بعد أن ضم لها حديقة السبيل الجديدة لتبلغ مساحتها 27 دونماً.
وفي إطار الاحتفال بـ«حلب» عاصمة الثقافة الإسلامية افتتح محافظ حلب عام /2006/ النافورة المائية الموسيقية في الحديقة بكلفة أربع ملايين ليرة سورية، وهي المشروع الثاني بعد نافورة الحديقة العامة ضمن سلسلة من المشاريع لتأهيل وتطوير مدينة «حلب». وتتضمن هذه النافورة نظامين حاسوبيين لعزف الألحان المسبقة أو الألحان الفورية التي يتم تأليفها مباشرة، ليتم ترجمتها إلى نفخات موسيقية تؤثر في المضخات والصمامات المائية.